# Planet of Blue
"Planet of Blue" ("Planeta de azul") foi a canção escolhida com vista a representar a Alemanha no Festival Eurovisão da Canção 1996, não tendo passado à final, classificando-se em 24º lugar na semi-final com 24 pontos, fazendo desta a única vez em que a Alemanha não esteve presente numa final do Festival Eurovisão da Canção.

## Autores
- Letra e música:Hanne Haller

## Letra
A canção é uma fala sobre um astronauta que viaja para o espaço para ver o mundo a partir daí.

## Versões
O cantor gravou uma versão em inglês com o mesmo título.